# شیروکی دول
شیروکی دول (به چکی: Široký Důl) یک منطقهٔ مسکونی در جمهوری چک است که در ناحیه سویتاوی واقع شده‌است. شیروکی دول ۵٫۹۵ کیلومتر مربع مساحت و ۳۹۸ نفر جمعیت دارد و ۵۱۲ متر بالاتر از سطح دریا واقع شده‌است.